# 結婚指輪物語
『結婚指輪物語』（けっこんゆびわものがたり、Tales of Wedding Rings）は、めいびいによる日本の漫画。『月刊ビッグガンガン』（スクウェア・エニックス）にて、2014年Vol.04から2024年Vol.09まで連載された。
タイトルに「指輪物語」が含まれているが、『ロード・オブ・ザ・リング』のパロディではない。2018年5月にはVRで読めるVRマンガ『結婚指輪物語VR』がリリースされた。同作品の紹介では、「異世界新婚ラブコメ」とも謳われている。
2023年1月にはテレビアニメ化が発表された。

## あらすじ
普通の男子高校生・佐藤 春人ことサトウが、幼馴染のヒメを追いかけて異世界へ行き、そこで伝説の勇者・指輪王となって、復活した深淵王を再び封じようとする。世界に迫る深淵王の脅威を退けるためには、サトウは5人の姫と結婚し、光・火・水・風・土の5つの指輪手に入れなければならず、姫を探して冒険を始める。
黒い指輪をもつ深淵の騎士の襲撃など紆余曲折ありながら姫達と結婚し、最後は土の指輪のみとなったのだが、ここで問題が発生。土の指輪を有するドワーフは既に姿を消して土の国イダノカンは滅び、現在は深淵の魔物と戦った跡である残骸しかなかったのだ。それでも指輪を求めて土の国イダノカンがあった場所を探し続けていたサトウ達だったが、そこに現れた深淵の騎士を倒したと同時に自分たちが持っていた黒い指輪が霧となって消滅、それと同時に深淵王が完全に復活してしまう。深淵王が生み出した膨大な数の魔物に包囲され絶体絶命の状況に陥ったサトウ達だったが、アラバスタとマルクがその場に残り、門を開いてサトウと指輪の姫達だけを避難させる。
次に目が覚めた時、サトウ達は元いた現実世界へ辿り着いていた。やむを得ず自分のアパートで指輪の姫達と暮らすことになったが、その数日後、異世界へいく手段を求めてヒメと異世界に行った山中を捜索中、近くにあった祠から女の子が現れる。彼女こそ最後の土の指輪をもつアンバル・イダノカンだった。
指輪の使命を忘れようとするヒメを説得し、指輪の姫達と共に再び異世界へきたサトウ。そこは魔物と騎士たちが壮絶な戦いを繰り広げた跡地であり、深淵王もそこにいた。
全て揃った指輪の力を込め、深淵王に斬りかかるサトウ。しかし深淵王は片腕を落とす重症こそ負ったが、倒しきることは出来なかった。サトウは力尽きて動けなくなり、再び深淵王によってピンチを迎えるが、スマラグディに助けられたアラバスタとマルクによってその場を離脱する事ができた。
戦闘後、話が違うとアラバスタに詰め寄るサトウ。アラバスタによると指輪の力を引き出しきれていないのだという。そこで指輪の力の源である指輪の姫との絆を深める為、また指輪の姫自身が魔物十分に戦えるようにするため、花嫁修業を行うこととなった。そこに稽古をつける為現れたのは、ヒメの妹、モーリオン・ノバティ・ノカナティカだった。

## 登場人物
担当声優は特筆のない限り、テレビアニメ版のもの。
サトウ / 佐藤 春人（さとう はると）
声 - 佐藤元、永瀬アンナ（幼少期） / 佐藤巧（『VR』）
本作の主人公。男子高校生（1年生）。幼馴染のヒメに想いを寄せている。突然この世界を去ると言い出し逃げた彼女を追いかけていったところ、異世界へとたどり着く。そこでヒメと結婚して伝説の勇者・指輪王となるが、指輪王としての力を得るため、残り4人の姫と結婚をしなければならない。
顔はいわゆるフツメンであり、指輪の所有者たちからは酷評されている（フォローしたのはヒメだけだった）。
ヒメに対して一途な思いを寄せているが、恋愛に関して妙なこだわりがあり、胸を触るなどはしても性行為は行おうとせず、成り行きで性行為に発展しそうになると自ら止めてしまう（これに関してはグラナートに「まどろっこしい」とツッコまれている）。
ヒメ / 野中 姫乃 / クリストル・ノバティ・ノカナティカ
声 - 鬼頭明里（『VR』・テレビアニメ版）
人間の住む光の国、ノカナティカの姫。光の指輪の所有者。深淵王の魔の手から逃れるために、サトウのいる世界に10年間身を潜めていた。サトウに好意を寄せている。
指輪王と結婚するためにノカナティカに戻るが、自分を想っていたサトウが追いかけてきたためサトウを指輪王に選んだ。
サトウが自分を思ってくれるのは嬉しいが、指輪王の使命として自分以外とも結婚しなければならないことに内心不満を抱えている。
ネフリティス・ロムカ
声 - 島袋美由利
エルフの住む風の国、ロムカの姫。風の指輪の所有者。57歳（見た目はヒメと同じくらい）。引きこもり生活が長く、ひどい人見知り。
「外の世界に出るな」という両親の言いつけに忠実になっており、考えるのをやめると石になってしまうというエルフの特性上、いつ死亡してもおかしくない状態である。
風の国を守る暴風が深淵の魔物に突破されてもなお部屋に引きこもり続けていたが、ヒメの説得によりサトウとの結婚を決意し、深淵の魔物を撃退。その後サトウ達の旅に同行する。
グラナート・ニーダキッタ
声 - 上田瞳
猫人（ねこびと）の住む火の国、ニーダキッタの姫。火の指輪の所有者。勇猛で最強の戦闘力を誇る。
自分と戦って勝ったものの妻になるとして、「見合い」と称した決闘を行っている。
戦闘経験の少ないサトウは一度敗北するものの、後にサトウが指輪から聞こえた声のもと動きを先読みすることで勝利。サトウを夫と認めた。
指輪の所有者たちの中で最も積極的であり、サトウを夫と認めた直後に子作りをしようと襲い掛かっている（結局ヒメ達の妨害で未遂に終わった）。
サフィール・マーサ
声 - 加隈亜衣
竜人（りゅうじん）の住む水の国、マーサの姫。水の指輪の所有者。指輪の所有者の中で最も小柄で貧乳。竜に変身する力がある。
父が占い師のいいなりと化していることに危機感を覚えている。
占い師が指輪王の使命の妨害を行おうとしていることを察し、水の国に来たサトウに対して、初対面でいきなりキスをした。
指輪の所有者の中で唯一使命だからというだけで動いており、サトウ個人への感情は特にない。
アンバル・イダノカン
声 - 小松未可子
ドワーフの住む土の国、イダノカンの姫。土の指輪の所有者。人間ではなく、人工的に作られたホムンクルスのような存在。
魔物によって滅ぼされようとするイダノカンから退避し、現実世界の山の中にある祠に隠れていた。サトウ達が現実世界に戻ってきた後に起動し、サトウに土の指輪を渡す。
アラバスタ
声 - 千葉繁
ヒメのじいさん。大賢者。多彩な魔法でサトウをサポートする。
土の国イダノカン（があった場所）で魔物に囲まれ、マルスと共にサトウ達を避難させ自分は残る。その直後にスマラグディに助けられ身を隠した。
モーリオン・ノバティ・ノカナティカ
声 - 富田美憂
ヒメの妹。魔法使い。
マルス
声 - 坂田将吾
帝国ギサラスの第二皇子。元はヒメの婚約者であり指輪王になる予定だったが、ヒメがサトウを選んだことで解消。
優しすぎる性格が災いし、実力主義の帝国の人間からは役立たず扱いされている。
本来指輪王としての使命を利用してサフィラと結婚するつもりだったのだが、それをサトウに譲ってしまったことでサフィラとの仲に溝が生まれてしまう。
後にサフィラに自分の想いを伝え結婚した。
土の国イダノカン（があった場所）で魔物に囲まれ、アラバスタと共にサトウ達を避難させ自分は残る。その直後にスマラグディに助けられ身を隠した。
スリュダー
声 - 小林親弘
帝国ギサラスの第一皇子。マルスの兄。
ジェード・ロムカ
声 - 水中雅章
ネフリティスの兄。ロムカを治める王であり、エルフの掟や流れ者には厳しいが内心は妹想いである。
ペリドート
声 - 生天目仁美
エルフの長老。サトウとヒメにロムカの歴史とネフリティスの過去を教えた。
スマラグディ
声 - 原由実
先代ロムカの姫君。ロムカを襲撃した深淵の騎士の正体。黒い指輪を通して深淵王にそそのかされ、黒い指輪を指にはめて深淵の騎士にされてしまった。
サフィラ・マーサ
声 - 大野柚布子
サフィールの双子の妹。マルスと結婚した。
深淵王
声 - 前野智昭
黒い5つの指輪を持つ、深淵の魔物を統べる存在。
遥か昔に先代の指輪王と5人の姫君により倒されるが、長い眠りを経て再び目覚めた。

## 用語
ノカナティカ
人間の国。光の指輪を守っている。
ロムカ
エルフの国。風の指輪を守っている。深い谷の底にある。
ニーダキッタ
猫人の国。火の指輪を守っている。
猫人は実力主義の種族であり、以前の戦いで深淵王を封印した後も魔物との戦いに備えて鍛錬を続けており、種族全体が勇猛かつ屈強である。
マーサ
竜人の国。水の指輪を守っている。

## 書誌情報
- めいびい 『結婚指輪物語』 スクウェア・エニックス〈ビッグガンガンコミックス〉、全15巻
  1. 2014年12月9日発行（同日発売[10][11]）、ISBN 978-4-7575-4430-7
  2. 2015年5月25日発行（同日発売[12][13]）、ISBN 978-4-7575-4654-7
  3. 2015年12月25日発行（同日発売[14][15]）、ISBN 978-4-7575-4848-0
  4. 2016年10月25日発行（同日発売[16][17]）、ISBN 978-4-7575-5140-4
  5. 2017年6月24日発行（同日発売[18][19]）、ISBN 978-4-7575-5392-7
  6. 2018年2月24日発行（同日発売[20][21]）、ISBN 978-4-7575-5638-6
  7. 2018年9月25日発行（同日発売[6][22]）、ISBN 978-4-7575-5859-5
  8. 2019年7月9日発行（同日発売[23][24]）、ISBN 978-4-7575-6192-2
  9. 2020年5月25日発行（同日発売[25]）、ISBN 978-4-7575-6626-2
  10. 2021年1月25日発行（同日発売[26]）、ISBN 978-4-7575-7059-7
  11. 2021年8月25日発行（同日発売[27][28]）、ISBN 978-4-7575-7437-3
  12. 2022年3月25日発行（同日発売[29]）、ISBN 978-4-7575-7843-2
  13. 2023年1月25日発売[30]、ISBN 978-4-7575-8358-0
  14. 2023年12月25日発売[31]、ISBN 978-4-7575-8977-3
  15. 2024年9月25日発売[32]、ISBN 978-4-7575-9438-8

## テレビアニメ
第1期は2024年1月から3月までAT-Xほかにて放送された。
第2期は第1期終了後に制作が発表された。

### スタッフ
- 原作 - めいびい[7][9]
- 監督 - 直谷たかし[7][9]
- 副監督 - 浅見松雄[9]
- シリーズ構成 - 赤尾でこ[7][9]
- キャラクターデザイン - 仲敷沙織[7][9]
- プロップデザイン - 冨樫彩菜[8][9]
- 色彩設計 - 堀内里奈[8][9]
- 美術監督 - 小崎弘貴[8][9]
- CGディレクター - 池田裕行[8][9]
- 撮影監督 - 兪飛[8][9]
- 編集 - 長谷川舞[8][9]
- 音響監督 - 納谷僚介[8][9]
- 音響制作 - スタジオマウス[8][9]
- 音楽 - 宝野聡史[8][9]
- 音楽制作 - ポニーキャニオン[8][9]、アップドリーム[8][9]
- 音楽プロデューサー - 澤畠康二、山田公平
- プロデューサー - 石川義洋、落合剛、大貫佑介、大和田智之、渡瀬昌太、澤畠康二、佐々木秀太、小澤文啓、山田公平
- アニメーションプロデューサー - 植田慎也、中村良
- アニメーション制作 - Staple Entertainment[7][9]
- 製作 - 「結婚指輪物語」製作委員会（博報堂DYミュージック&ピクチャーズ、スクウェア・エニックス、ブシロードムーブ、BS11、AT-X、ポニーキャニオン、スタジオマウス、ステイプルエンタテインメント、東映ビデオ、クロックワークス、アップドリーム）

### 主題歌
「Lover’s Eye」
Sizukによる第1期オープニング主題歌。作詞はこだまさおり、作曲は俊龍、編曲は松田彬人、歌唱はAYAME (from AliA)。
「ココロノナカ」
AliAによる第1期エンディング主題歌。作詞はTKT、作曲はEREN。

### 各話リスト
| 第1話  | 赤尾でこ | 直谷たかし | 浅見松雄 | 仲敷沙織 森悦史 大塚八愛                            | 仲敷沙織 小美戸幸代          | 2024年 1月6日 |
| 第2話  | 赤尾でこ | 西田正義   | 浅見松雄 | 菊池一真 櫻井拓郎 中島美子 鎌田均 飯飼一幸          | 小林利充                     | 1月13日       |
| 第3話  | 赤尾でこ | 寺東克己   | 中村良   | 青野厚司 池田佳織 岡田雅人 吉岡勝                   | 仲敷沙織                     | 1月20日       |
| 第4話  | 赤尾でこ | 寺東克己   | 中村良   | 扇多恵子 森悦史 松下純子 内野明雄                   | 小林利充                     | 1月27日       |
| 第5話  | 吉岡南都 | 祝浩司     | 浅見松雄 | 大塚八愛 菊池一真 岡田雅人 南伸一郎 扇多恵子 吉岡勝 | 仲敷沙織                     | 2月3日        |
| 第6話  | 吉岡南都 | 西田正義   | 浅見松雄 | 小美戸幸代 櫻井拓郎 森悦史 吉岡勝 飯飼一幸 冨樫彩菜 | 小美戸幸代                   | 2月10日       |
| 第7話  | 赤尾でこ | 直谷たかし | 中村良   | 内野明雄 青野厚司                                   | 小林利充                     | 2月17日       |
| 第8話  | 赤尾でこ | 祝浩司     | 中村良   | 南伸一郎 岡田雅人 飯飼一幸 菊池一真                 | 青野厚司                     | 2月24日       |
| 第9話  | 吉岡南都 | 西田正義   | 浅見松雄 | 櫻井拓郎 森悦史                                     | 小美戸幸代                   | 3月2日        |
| 第10話 | 吉岡南都 | 西田正義   | 浅見松雄 | 大塚八愛 吉岡勝 飯飼一幸                            | 仲敷沙織                     | 3月9日        |
| 第11話 | 赤尾でこ | 直谷たかし | 中村良   | 岡田雅人 片岡康治 河村涼子 清水明日香               | 青野厚司 小林利充 小美戸幸代 | 3月16日       |
| 第12話 | 赤尾でこ | 直谷たかし | 浅見松雄 | 櫻井拓郎 吉岡勝 森悦史 飯飼一幸 大塚八愛            | 仲敷沙織                     | 3月23日       |

### 放送局
| 放送期間                               | 放送時間           | 放送局       | 対象地域 | 備考                                                             |
| -------------------------------------- | ------------------ | ------------ | -------- | ---------------------------------------------------------------- |
| 2024年1月6日 - 3月23日                 | 土曜 21:30 - 22:00 | AT-X         | 日本全域 | 製作参加 / CS放送 / リピート放送あり R15+指定 / 丸見えバージョン |
|                                        | 土曜 22:00 - 22:30 | TOKYO MX     | 東京都   |                                                                  |
|                                        |                    | BS11         | 日本全域 | 製作参加 / BS放送 / 『ANIME+』枠                                 |
|                                        | 土曜 22:30 - 23:00 | サンテレビ   | 兵庫県   |                                                                  |
| 2024年1月12日 - 3月29日                | 金曜 2:25 - 2:55   | 北海道テレビ | 北海道   | 『アニメな時間』枠                                               |
| 2024年1月16日 -                        | 火曜 1:15 - 1:45   | 新潟テレビ21 | 新潟県   |                                                                  |
|                                        | 火曜 1:20 - 1:50   | 秋田朝日放送 | 秋田県   |                                                                  |
| 2024年1月26日 -                        | 金曜 1:18 - 1:48   | 長崎文化放送 | 長崎県   | 『あに。』枠                                                     |
| 2024年1月28日 -                        | 日曜 2:30 - 3:00   | 北陸朝日放送 | 石川県   |                                                                  |
| 2024年2月2日 -                         | 金曜 1:40 - 2:10   | 山形テレビ   | 山形県   |                                                                  |
| 2024年2月4日 -                         | 日曜 2:30 - 3:00   | 長野朝日放送 | 長野県   |                                                                  |
| 特記のない放送局では「通常版」を放送。 |                    |              |          |                                                                  |

| 配信開始日    | 配信時間                   | 配信サイト | 備考                 |
| ------------- | -------------------------- | --- | -------------------- |
| 2024年1月6日  | 土曜 22:00 更新            | ABEMA U-NEXT アニメ放題 | 地上波同時・先行配信 |
| 2024年1月9日  | 火曜 22:00 更新            | Amazon Prime Video dアニメストア （本店・for Prime Video・ニコニコ支店） Hulu バンダイチャンネル Lemino DMM TV TELASA J:COM STREAM auスマートパスプレミアム milplus FOD Google Play HAPPY!動画 ニコニコチャンネル ふらっと動画（ネットカフェ） |                      |
| 2024年1月13日 | 土曜 0:00（金曜深夜） 更新 | マンガUP! |                      |

### BD
| 巻  | 発売日        | 収録話         | 規格品番   |
| --- | ------------- | -------------- | ---------- |
| BOX | 2024年6月26日 | 第1話 - 第12話 | BSZD-20884 |

## コラボレーション
ラグナドール
2024年5月15日から6月4日にかけて実施した。コラボキャラクターや武器などが用意されていた。